# العلاقات العراقية الفلبينية
العلاقات العراقية الفلبينية وهي العلاقات الثنائية بين جمهورية العراق وجمهورية الفلبين. حيث أسست العلاقات الرسمية بين البلدين في 12 يناير عام 1975.

## البعثة الدبلوماسية
فتح العراق سفارة له في مانيلا بتاريخ 12 يناير 1975، بمناسبة إقامة العلاقات الرسمية بين العراق والفلبين. بعدها أفتتحت الفلبين سفارة لها في بغداد بتاريخ 9 سبتمبر 1980. وبسبب المخاوف الأمنية، نقلت الفلبين سفارتها إلى مدينة عمان في الأردن عام 2004، في حين إن العراق أغلق سفارته في مانيلا في سبتمبر 2003. وفي نوفمبر 2011، أعادت السفارة الفلبينية أفتتاح قنصلية لها في بغداد.

## حرب العراق
أرسلت الفلبين قواتها للمشاركة في تحالف القوات متعددة الجنسيات في العراق التي تقوده الولايات المتحدة عام 2003. وبعد اختطاف سائق شاحنة إسمه أنجيلو ديلا كروس وتهديده بالقتل من قبل مسلحين، قررت الحكومة الفلبينية التحرك لسحب قواتها من العراق بعد بضعة أسابيع من عملية الاختطاف. تنفيذا لمطالب المختطفين بـ(انسحاب القوات الفلبينية من العراق). وأعربت الولايات المتحدة عن معارضتها لقرار انسحاب القوات الفلبينية ووصفتها بإنها "إستسلام لمطالب إرهابيين" على الرغم من احترام قرار الفلبين بشأن هذه المسألة.

## علاقات العمل
في ديسمبر 2007 وبسبب المخاوف الأمنية حظرت الفلبين من إرسال عمالها إلى العراق. لكن الفلبين رفعت الحظر جزئياً عام 2012 عن طريق السماح بإرسال عمالها إلى كردستان العراق. وفي 2013 رفعت الفلبين الحظر كلياً عن إرسال العمال إلى جميع محافظات العراق بإستثناء محافظات الأنبار ونينوى وكركوك. وإرسال عمال الخدمات المنزلية إلى العراق لازالت مستمرة إلى اليوم.

تشير التقديرات في عام 2012 إلى إن هنالك 10,000 فلبيني في العراق على الرغم من الحظر المفروض أنذاك.